# Paludinella vitrea
Paludinella vitrea је пуж из реда Littorinimorpha и фамилије Hydrobiidae. 

## Угроженост
Подаци о распрострањености ове врсте су недовољни.

## Распрострањење
Палау је једино познато природно станиште врсте.

## Станиште
Станиште врсте су слатководна подручја.